# Puerto Real
Puerto Real és un municipi de la província de Cadis, Andalusia, Espanya. A 12 quilòmetres de distància de la capital, Cadis, té una altura sobre el nivell del mar de 8 metres. Situada a l'oest de la província, limita, al nord-oest, amb El Puerto de Santa María, al nord-est, amb el terme municipal de Jerez de la Frontera, al sud-est, amb Medina-Sidonia, al sud, amb la ciutat de Chiclana, al sud-oest, amb San Fernando i, a l'oest, amb la Badia de Cadis. Té una superfície de 197 km² i una població de 37.886 habitants. El seu gentilici és portorrealeño/-a.